# Danielssenia sibirica
Danielssenia sibirica är en kräftdjursart som beskrevs av Sars. Danielssenia sibirica ingår i släktet Danielssenia och familjen Pseudotachidiidae. Inga underarter finns listade i Catalogue of Life.